# عضلة بصلية إسفنجية
العضلة البصلية الإسفنجية (بالإنجليزية: Bulbospongiosus muscle)‏ هي عضلةٌ من العضلات السطحية للعجان. يُوجد اختلافٌ في نقطة المنشأ والمغرس والوظيفة بين الجنسين لهذه العضلة. تُغطي هذه العضلة بصلة القضيب في الذكور، وبصلة الدهليز في الإناث.
في كلا الجنسين، تُعصبُ هذه العضلة بواسطة الفرع العميق (العضلي) للعصب العجاني، وهو فرعٌ من العصب الفرجي.

## روابط خارجية
- شكل تشريحي: 42:04-02 على موقع مركز سوني دونستات الطبي (تشريح بشري عبر الإنترنت).—"Muscles of the male superficial perineal pouch."
- صور تشريحية:41:11-0102 في مركز داونستيت الطبي التابع لجامعة نيويورك—"The Female Perineum: Muscles of the Superficial Perineal Pouch"
- شكل تشريحي: 43:04-11 على موقع مركز سوني دونستات الطبي (تشريح بشري عبر الإنترنت).—"The urinary bladder and the urethra as seen in a frontal section of the female pelvis."
- صور تشريحيَّة:9162 على موقع مركز سوني دونستات الطبي.
- صور تشريحيَّة:9197 على موقع مركز سوني دونستات الطبي.